# Idrija
Idrija (wł. Idria, niem. Idria) – miasto w Słowenii, w regionie Primorska, nad rzeką Idrijca. Administracyjne centrum gminy Idrija. Najstarsze górnicze miasto w Słowenii, ośrodek produkcji koronek.
W miasteczku znajduje się nieczynna zabytkowa kopania rtęci wpisana listę światowego dziedzictwa UNESCO.

## Historia
Kiedy w 1490 w miejscu obecnego miasta Idrija dokonano odkrycia złóż rtęci, miasto założyli górnicy z Niemiec i Friuli. Pierwotnie Idrija znajdowała się w granicach Republiki Weneckiej. W 1509 podczas wojny Ligi z Cambrai przeciwko Wenecji została zajęta przez wojska Maksymiliana I Habsburga. Od 1575 kopalnia podlegała bezpośrednio władcy austriackiemu. W latach 1809–13 miasto weszło w skład prowincji Iliryjskich i było okupowane przez wojska francuskie. Po pierwszej wojnie światowej w wyniku układu w Rapallo, Idrija znalazła się w granicach Włoch. Podczas II wojny światowej w latach 1943-1945 okupowane przez Niemcy, po II wojnie światowej znalazło początkowo w brytyjsko-amerykańskiej strefie okupacyjnej.

## Koronkarstwo

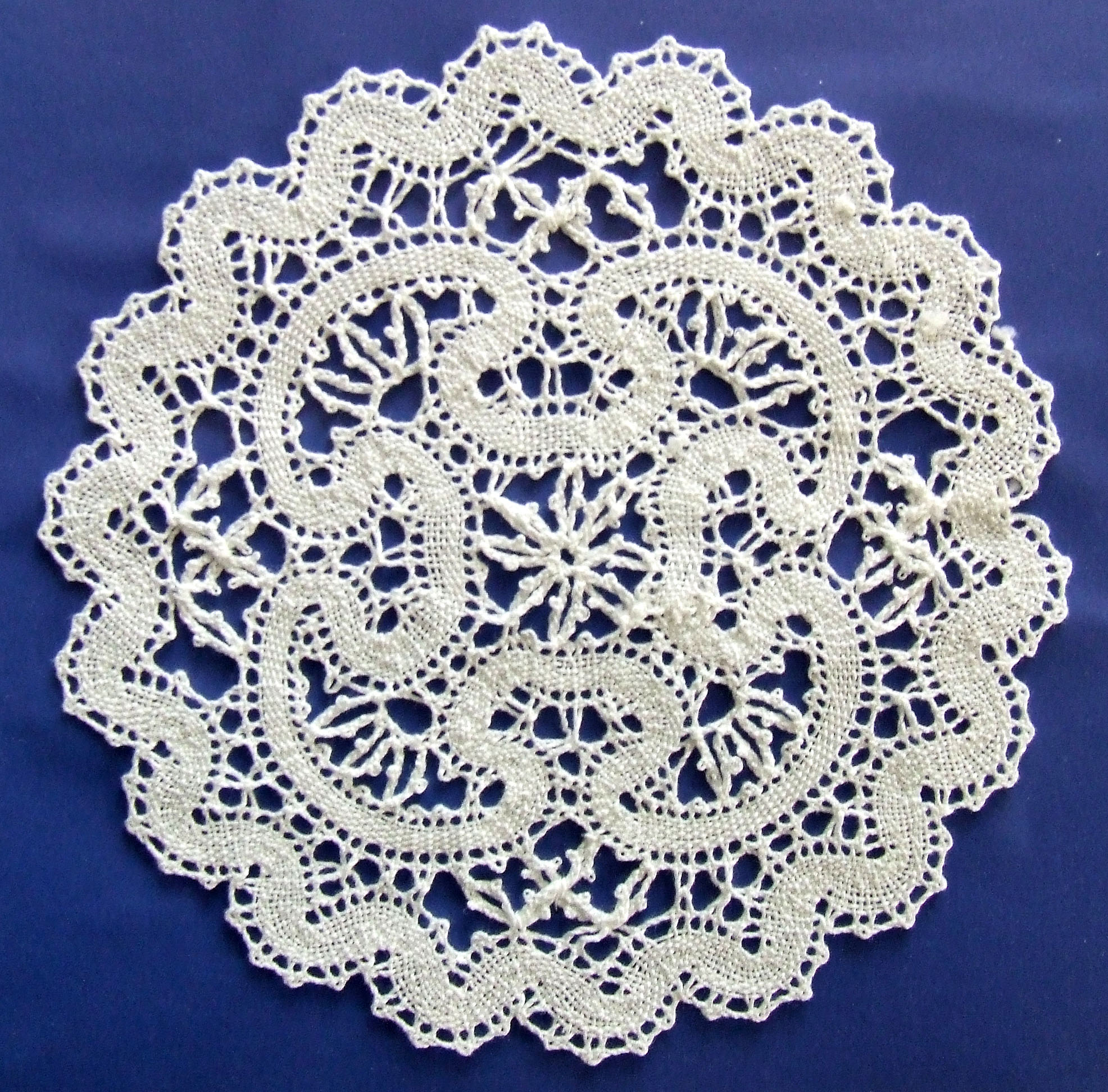
Koronka Idrijska autorstwa Pavli Podobnik

W Idriji wykształciła się sztuka tworzenia charakterystycznych koronek klockowych  typu tasiemkowego z motywami roślinnymi z użyciem 7 par szpulek. Tradycja koronkarstwa rozpoczęła się od 1696, pierwszy sklep z koronkami został otwarty w 1860 przez Štefana i Karolinę Lapajne. W 1876 została otwarta przez austriackie ministerstwo handlu szkoła koronkarstwa cały czas czynna (2015). Po II wojnie światowej produkcja koronek zaczęła powoli spadać, a koronkarstwo stało się zajęciem starszych kobiet, dorabiających sobie w ten sposób do emerytury. Od 1990 po utworzeniu najpierw spółdzielni,  przekształconej następnie w przedsiębiorstwo (Čipkarska Šola Idrija) zajmujące się dystrybucją koronek Idrijskich zainteresowanie nimi i ich produkcja zaczęły wzrastać.
W miejscowej szkole nauka koronkarstwa jest obowiązkowym przedmiotem dla dziewcząt. Co roku odbywa się festiwal koronek z konkursem rękodzielniczych wyrobów koronkarek.

## Zabytkowa kopalnia rtęci
Zabytkowa kopania rtęci wpisana na listę światowego dziedzictwa UNESCO, w skład której wchodzą:
- szyb św. Antoniego z kaplicą św. Trójcy (z około 1500)
- szyb Franciszka[11] (1792), czynny do 1999
- dom górników
- dawny spichlerz miejski (1770)
- koło wodne „Kamšt”, o średnicy ponad 13 m (1790)
- kanał odwadniający „Rake”
- zamek Gewerkenegg

## Atrakcje turystyczne
W miasteczku znajdują się:
- kościół św. Trójcy (1500)
- kościół św. Antoniego Padewskiego (1678)
- najstarszy budynek teatru w Słowenii (1770)
- budynek szkoły koronkarstwa (1876)

## Transport
Do miasteczka można dojechać drogą 102.

## Osoby związane z Idriją
W latach 1742–1758 mieszkał tu i pracował jako lekarz i specjalista chemik w przedsiębiorstwie górniczym wydobywającym rtęć Giovanni Antonio Scopoli, włoski naturalista, znany ze swych prac w zakresie flory i fauny Krainy.
Od 1769 r. przez cztery lata na stanowisku lekarza pracował tu Baltazar Hacquet, austriacki naturalista pochodzenia francuskiego, badacz Karpat, od 1787 roku profesor historii naturalnej na Uniwersytecie Lwowskim, a od 1805 - profesor chemii i botaniki na Akademii Krakowskiej.